# Нора Робертс
Нора Робертс (англ. Nora Roberts, при народженні — Елеонора Марі Робертсон Ауфем-Брінк Вайлдер (англ. Eleanor Marie Robertson Aufem-Brinke Wilder); нар. 10 жовтня 1950, Сілвер-Спринг, Меріленд) — відома американська письменниця, автор сучасних любовних і детективних романів.

## Біографія

### Особисте життя
Ранні роки
Народилася 1950 року в Сілвер-Спринг, штат Меріленд, США (англ. Silver Spring Maryland, USA),  єдина донька і наймолодша з п'яти дітей. Вона ірландського походження, як і її батьки. Її сім'я були завзятими читачами, тому книги завжди були важливими в її житті. Попри те, що вона завжди складала історії в голові, в дитинстві Робертс нічого не писала, крім творів у школі. Навчалася вона в католицькій школі, і черниці прищепили їй почуття дисципліни. Під час свого другого року навчання в середній школі Монтгомері Блер, Робертс зустріла свого першого чоловіка Рональда Офдем-брінка. Вони одружилися всупереч бажанням батьків у 1968 році, як тільки вона закінчила середню школу. Молодята оселилися в Кідісвіллі, штат Меріленд.
Поки чоловік Робертс працював, вона залишалася вдома зі своїми синами, Деном і Джейсоном. Робертс проводила більшу частину свого часу займаючись ремеслами,зокрема керамікою і шиттям одягу для своїх дітей. У 1983 році шлюб закінчився розлученням.
Сьогодення
Робертс познайомилася зі своїм другим чоловіком, Брюсом Вайлдером (англ. Bruce Wilder), теслею, коли найняла його для будівництва книжкових полиць. Вони одружилися в липні 1985 року. Разом вони облаштували свій будинок, подорожували та відкрили книжковий магазин в Бунсборо, штат Меріленд, яким володіє і керує її чоловік.
Робертс вважає, що професійна кар'єра письменника вимагає дисципліни. Ви станете безробітними, якщо дійсно думаєте, що просто треба сидіти й чекати, коли муза приземлиться вам на плече. Вона концентрується на одному романі весь час, пише з понеділка по п'ятницю вісім годин на день — іноді більше, навіть під час відпустки.
Робертс пише просто на комп'ютері, не використовуючи диктофон або ручку. Замість того, щоб починати з плану або начерку, Робертс починає писати книгу з ключового моменту, характеру персонажа або основних питань, які є основними елементами історії. Після закінчення першого етапу роботи, тобто після написання історії, Робертс повертається до початку роману. Другий етап зазвичай полягає в додаванні деталей, а також у глибшому вивченні героїв. Потім вона робить остаточний перегляд для відшліфовування роману перед відправкою її агенту, Емі Берковер (Berkower). Робертс ніколи не працює більше ніж над однією книгою одночасно. Робертс часто пише трилогії, закінчуючи три книги за один раз відразу, щоб мати можливість залишатися з тими ж персонажами. Коли це можливо, вона робить те ж саме і з книжками «Слідство веде Єва Даллас», пише по три книги підряд перед тим, як повертатися до сучасних романів. Всі її трилогії випущені в м'якій обкладинці, бо Робертс вважає, що для читача чекати видання у твердій палітурці доводиться занадто довго.
Робертс робить велику частину своїх досліджень через Інтернет, бо відчуває огиду до польотів. Але, попри це, вона має власність в графстві Клер, Ірландія і регулярно відвідує країну. Деякі з її романів створені в Ардморі, графство Вотерфорд.

### Кар'єра
У лютому 1979 року сильна заметіль на тиждень замкнула Нору Робертс і її двох синів у будинку. Щоб не збожеволіти від бездіяльності, вона почала записувати розповідь, що крутиться у неї в голові. Хоча Нора не замислювалася про письменницьку кар'єру, це був перший крок до неї.
У 1981 році перший роман Нори Робертс під назвою «Ірландська чистокровка» (англ. Irish Throughbred) був опублікований, але до цього часу в неї вже було три роки тяжкої письменницької праці та кілька рукописів, що дістали відмову.
Робертс пише швидко, іноді видаючи шість і навіть більше романів на рік. Крім любовних романів, вона пише футуристичні детективи про лейтенанта Єву Даллас під псевдонімом Джей Ді Робб (англ. J. D. Robb).
Вона є членом кількох спільнот письменників і переможцем незліченної кількості конкурсів і нагород видавничої індустрії.
Також видавалася під псевдонімами Джей Ді Робб, Сара Гардесті  та Джілл Марч.

## Переклади українською
- Нора Робертс. І зайде сонце. — К. : КМ-Букс, 2018. — 584 с. — ISBN 978-966-948-056-9.
- Нора Робертс. Одержимість. — К. : КМ-Букс, 2018. — 616 с. — ISBN 978-617-7535-74-3.

### Серії
Ірландські серця (Irish hearts) 
1. англ. Irish Thoroughbred (1981)
2. англ. Irish Rose (1988)
3. англ. Irish Rebel (2000)

 Сім'я Банніон (Reflections & Dreams or the Davidov) 
1. Відображення (Роздуми) — англ. Reflections (1983)
2. Танець мрії — англ. Dance of Dreams (1983)

 Великі кухарі (Great chefs)
1. Літній десерт — англ. Summer Desserts (1985)
2. Вивчені уроки — англ. Lessons Learned (1986)

 Мак-Грегори (MacGregor)
1. Обіцянка пригод — англ. Playing the Odds (1985)
2. англ. Tempting Fate (1985)
3. англ. All the Possibilities (1985)
4. англ. One Man’s Art (1985)
5. англ. For Now, Forever (1987)
6. Заколот — англ. Rebellion (1988)
7. англ. In From the Cold (1990)
8. англ. The MacGregor Brides (1997)
9. англ. The Winning Hand (1998)
10. англ. The MacGregor Grooms (1998)
11. англ. The Perfect Neighbor (1999)

Журнал знаменитостей (Celebrity magazine) 
1. Одне літо — англ. One Summer (1986)
2. Друга натура — англ. Second Nature (1985)

Королівська сім'я Кордіни (Cordina's Royal Family) 
1. Королівський роман — англ. Affaire Royale (1986)
2. Драма по-королівськи — англ. Command Performance (1987)
3. Чарівний принц — англ. The Playboy Prince (1987)
4. англ. Cordina’s Crown Jewel (1992)

Поліцейська серія / Вашингтонські детективи (Sacred Sins / D. C. Detectives):
1. Святі гріхи (Ціна гріха) — англ. Sacred Sins (1987)
2. Солодкі обіцянки (Сліпа пристрасть, Розплата за гріхи) — англ. Brazen Virtue (1988)

 Сестри О Харлі (O Hurleys)
1. Дивовижна жінка — англ. The Last Honest Woman (1988)
2. Танець її мрії — англ. Dance to the Piper (1988)
3. Глибоко під шкірою — англ. Skin Deep (1988)
4. Без сліду — англ. Without a Trace (1990)

 Брати Горнблавер (Time and Again or The Hornblower Bros.)
1. Обманутий час — англ. Time Was (1989)
2. Час не владний — англ. Times Change (1989)

 Історія Джекі (Loving Jack)
1. Закохатися в Джекі — англ. Loving Jack (1988)
2. англ. Best Laid Plans (1989)
3. англ. Lawless (1989)

 Сім'я Станіславскі або ці дикі українці (The Stanislaskis or Those Wild Ukrainians)
1. англ. Taming Natasha (1990)
2. англ. Luring a Lady (1991)
3. англ. Falling for Rachel (1993)
4. англ. Convincing Alex (1994)
5. англ. Waiting for Nick (1997)
6. англ. Considering Kate (2001)

Нічні розповіді (Night Tales)
1. Нічний ефір — англ. Night Shift (1990)
2. Нічна тінь — англ. Night Shadow (1991)
3. Беладонна (Нічна темрява, Непрямі докази, Відчайдушна і ніжна) — англ. Nightshade (1993). (видано під псевдонімом Крістін Селінгер, Christin Salinger)
4. Нічний дим — англ. Night Smoke (1994)
5. Нічний захист — англ. Night Shield (2000)

 Жінки Калхоун (The Calhoun Women)
1. Підкорити Кетрін — англ. Courting Catherine (1991)
2. Чоловік для Аманди — англ. A Man for Amanda (1991)
3. З любові до Лайлою — англ. For the Love of Lilah (1991)
4. Підкорення Сюзанни — англ. Suzanna’s Surrender (1991)
5. Капітан для Меган — англ. Megan’s Mate (1996)

Дар Донованов (Donovan Legacy)
1. Полонені — англ. Captivated (1992)
2. заворожені — англ. Entranced (1992)
3. зачаровані — англ. Charmed (1992)
4. англ. Enchanted (1999)

 Сестри Конкеннан (Irish Born Trilogy)
(видано під псевдонімом Сара Хардесті (Sarah Hardesty)
1. Народжена у вогні (Вогняна троянда) — англ. Born in Fire (1994)
2. Народжена в льоду (Крижана лілія) — англ. Born in Ice (1995)
3. Народжена в гріху (Квітка гріха) — англ. Born in Shame (1996)

Небезпечні таємниці (True betrayals):
1. Небезпечні таємниці (Замкнуте коло, Порочне коло) — англ. True betrayals Part 1 (1995)
2. Замкнуте коло — англ. True betrayals Part 2 (1995)

Брати МакКейд (The MacKade brothers)
1. англ. The Return of Rafe MacKade (1995)
2. англ. The Pride of Jared MacKade (1995)
3. англ. The Heart of Devin MacKade (1996)
4. англ. The Fall of Shane MacKade (1996)

Темплтони (Мрія) (Dream trilogy):
1. Право на мрію (Танго над прірвою) — англ. Daring to Dream (1996)
2. Стримай мрію (Білий танець, Утримати мрію) — англ. Holding the Dream (1997)
3. Знайди свою мрію (Вальс в ритмі грози, Набути мрію) — англ. Finding the Dream (1997)

Брати Куін (Chesapeake Bay / Quinn Brothers):
1. Мої дорогі чоловіки (Наперекір хвилі) — англ. Sea Swept (1998)
2. Тихий омут (Прилив, Ніч на причалі) — англ. Rising Tides (1998)
3. Відчайдушний шантаж (Тиха гавань) — англ. Inner Harbor (1999)
4. Будинок біля блакитного озера (На березі, Сліди на піску) — англ. Chesapeake Blue (2003)

Зірки Митри (Stars of Mithra) 
1. Прихована зірка — англ. Hidden Star (1997)
2. англ. Captive Star (1997)
3. англ. Secret Star (1998)

Давним-давно (The Once Upon Series) 
(розповіді, які входять в антологію авторів-романістів)
1. англ. Spellbound (зі збірки «Once Upon A Castle») (1998)
2. Відтепер і назавжди (Полонені зіркою) — англ. Ever After (зі збірки «Once Upon a Star») (1999)
3. В очікуванні любові (Вічні сни про кохання) — англ. In Dreams (зі збірки «Once upon a Dream») (2000)
4. Зимова троянда — англ. Winter Rose (зі збірки «Once Upon a Rose») (2001)
5. англ. A World Apart (зі збірки «Once Upon a Kiss») (2002)
6. англ. The Witching Hour (зі збірки «Once Upon a Midnight») (2003)

Галлахери з Ардмора / Ірландська трилогія (Irish Trilogy or Gallaghers of Ardmore)
1. Коштовності Сонця — англ. Jewels of the Sun (1999)
2. Сльози Місяця — англ. Tears of the Moon (2000)
3. Серце океану — англ. Heart of the Sea (2000)

Острів відьом (Three sisters island):
1. Острів відьом (Танець вітру, Дівчина без минулого) — англ. Dance upon the air (2001)
2. Сила трьох (Пісня землі, Закохана недоречно) — англ. Heaven and Earth (2001)
3. Лик вогню (Поцілунок острів'янки) — англ. Face the Fire (2002)

Трилогія ключів (Key Trilogy)
1. Ключ світла (Тепло наших сердець) — англ. Key of Light (2003)
2. Ключ істини (Між нами гори) — англ. Key of Knowledge (2003)
3. Ключ доблесті (В гонитві за щастям) — англ. Key of Valor (2003)

У саду (In The Garden)
1. Синя жоржина — англ. Blue Dahlia (2004)
2. Чорна троянда — англ. Black Rose (2005)
3. Червона лілія — англ. Red Lily (2005)

Коло Шести / Трилогія кола (Circle Trilogy)
1. Хрест Морріган — англ. Morrigan’s Cross (2006)
2. Танець богів — англ. Dance of the Gods (2006)
3. Долина мовчання — англ. Valley of Silence (2006)

Знак Семи (Sign of Seven trilogy)
1. Брати по крові (Чутки про ангелів) — англ. Blood Brothers (2007)
2. Підказка для сплячої красуні — англ. The Hollow (2008)
3. Талісман моєї любові — англ. The Pagan Stone (2008)

Квартет наречених (Bride Quartet)
1. Зупинись, мить — англ. Vision in White (2009)
2. Шипи і пелюстки — англ. Bed of Roses (2009)
3. Смак щастя — англ. Savor the Moment (2010)
4. Серце красуні — англ. Happy Ever After (2010)

Інн-Бунсборо (Inn BoonsBoro Trilogy)
1. Відтепер і назавжди — англ. The Next Always (2011)
2. Остання любов — англ. The Last Boyfriend (2012)
3. Міс Досконалість — англ. The Perfect Hope (2012)

Кузени О'Двайер (Cousins O'Dwyer)
1. Смаглява відьма — англ. Dark Witch (2013)
2. Родове прокляття — англ. Shadow Spell (2014 року)
3. Знарядді відьми — любов — англ. Blood Magick (2014 року)

Опікуни (Guardians Trilogy)
1. англ. Stars of Fortune (2015)
2. англ. Bay of Sighs (2016)

## фільмографія
1. Magic Moments (ТБ) (1989) (по книзі Magic Moments)
2. Святилище (англ. Sanctuary, ТБ) (2001) (по книзі «Ніч розбитих сердець»)
3. Голос з минулого (англ. Carolina Moon, ТВ) (2007) (за романом «Голос з минулого»)
4. Вогнепоклонники (англ. Blue Smoke, ТВ) (2007) (за романом «Вогнепоклонники»)
5. Дочка великого грішника (англ. Montana Sky, ТВ) (2007) (за романом «Дочка великого грішника»)
6. Ангели падають (англ. Angels Fall, ТВ) (2007) (за романом Гри ангелів)
7. Вбивство у спадок (англ. Tribute, ТБ) (2009) (за романом Триб'ют)
8. Спекотний полудень (англ. High Noon, ТБ) (2009) (за романом High Noon)
9. Прокляті води (англ. Midnight Bayou, ТБ) (2009) (за романом Midnight Bayou)
10. Північне сяйво (англ. Northern Lights, ТБ) (2009) (за романом Північне сяйво)
11. Порочна невинність (англ. Carnal Innocence, ТБ) (2011) (за романом Порочна невинність)

## Ігри
За мотивом книги Vision in White в 2010 році була випущена комп'ютерна гра в жанрі Hidden Objects .